# Ruth Feldgrill-Zankel
Ruth Feldgrill-Zankel (ur. 15 września 1942 w Kapfenbergu) – austriacka polityk, urzędniczka samorządowa i ekonomistka, w latach 1991–1992 minister w rządzie federalnym.

## Życiorys
Kształciła się w szkołach w Bruck an der Mur i Phoenix. W 1965 ukończyła studia biznesowe w Hochschule für Welthandel w Wiedniu. Pracowała jako dziennikarka prasowa, później była rzecznikiem prasowym Austriackiej Partii Ludowej w Styrii, a także odpowiadała za public relations w administracji miejskiej w Grazu.
W 1984 weszła w skład władz miejskich ÖVP. W latach 1987–1991 zasiadała w radzie miejskiej w Grazu. Od marca 1991 do listopada 1992 była ministrem środowiska, młodzieży i rodziny w rządzie, którym kierował Franz Vranitzky. Od 1992 do 1998 sprawowała urząd zastępczyni burmistrza Grazu. W latach 2012–2018 kierowała Ennstaler Kreis, działającą w Styrii instytucją zajmującą się organizowaniem debat politycznych i ekonomicznych.